# مارك دانيال ميريت
مارك دانيال ميريت (بالإنجليزية: Mark Daniel Merritt)‏ هو ملحن أمريكي، ولد في 1961 في نيو لندن في الولايات المتحدة.